# Mary Burfitt

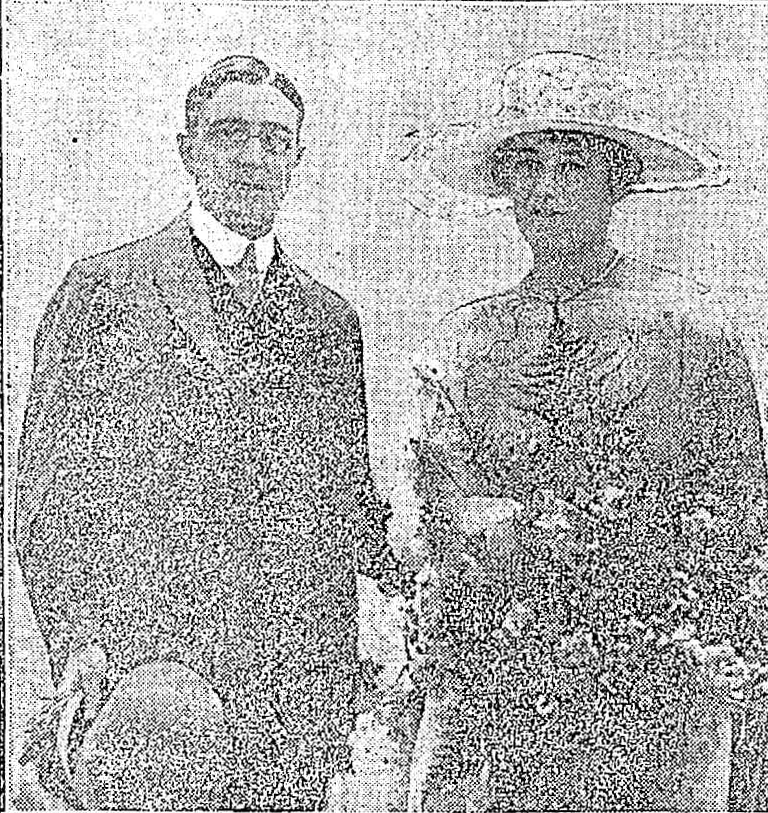
Hochzeitsfoto von Mary Burfitt und Grosvenor Williams, 1921

Mary Boyd Burfitt Williams (* 9. November 1882 in Redfern, New South Wales, Australien; † 30. November 1956 in Bellevue Hill, New South Wales, Australien) war eine australische Ärztin und Pathologin.

## Leben und Werk
Burfitt Williams wurde als fünftes Kind des Auktionators Charles Trimby Burfitt und seiner irischen Frau Annie geboren. Nach einer Grundschulausbildung erhielt Mary ein Stipendium für das St. Mary’s College in Rosebank. Sie studierte an der Universität Sydney und erwarb 1905 den Bachelor of Arts, 1908 den Bachelor of Science und 1909 den Bachelor of Medicine, den sie mit Auszeichnungen abschloss. Daraufhin wurde sie zum Resident Medical Officer am Royal Prince Alfred Hospital in Sydney ernannt, wo sie zusammen mit Elsie Dalyell die Nachfolge von Jessie Aspinall antrat. 1910 erhielt sie den Master in Chirurgie. 1911 wurde sie als erste Frau Senior Resident am Royal Prince Albert Hospital und präsentierte auf dem Australasian Medical Congress einen der frühesten Berichte über die Blutkultur lebender Patienten.
In demselben Jahr bewarb sie sich im Frauenkrankenhaus in Surry Hills, um geburtshilfliche Erfahrungen zu sammeln. Der Widerspruch gegen ihre Bewerbung durch die Krankenhaussekretärin und einige Frauen im Krankenhausvorstand führte zur Veröffentlichung mehrerer Artikel über die Kontroverse in den Zeitungen. Der andere Kandidat zog seine Bewerbung wegen ihrer überlegenen akademischen Leistung zurück und sie zog in ein Zimmer neben dem Krankenhaus. Sie arrangierte auf eigene Kosten eine Telefonverbindung zwischen ihrem Schlafzimmer und dem Krankenhaus.
Von 1912 bis 1924 praktizierte sie in Glebe, einer Vorstadt von Sydney, und arbeitete gleichzeitig bis 1938 als Honorary Physician am Lewisham Hospital, wo sie die Pathologieabteilung gründete. 1921 heiratete sie Grosvenor John Williams, mit dem sie drei Söhne bekam. Von 1924 bis 1952 war sie als beratende Ärztin tätig.
Als Mitgründerin des Sancta Sophia College der University of Sydney und Mitglied des ersten Sancta Sophia Council war sie von 1929 bis 1953 auch Präsidentin der Katholischen Frauenvereinigung der Universität.